# LPGA Championship 2009

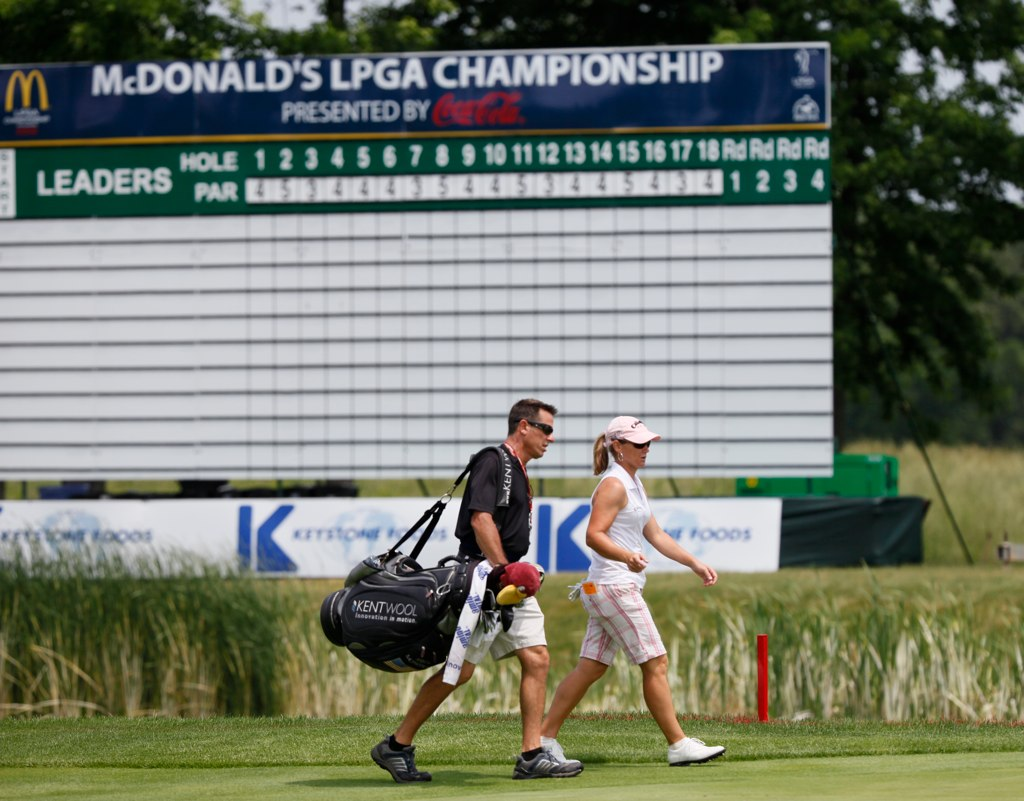
LPGA Championship 2009 - runda treningowa

LPGA Championship 2009 – 55. odsłona wielkoszlemowego turnieju LPGA Championship, która odbyła się w dniach 11-14 czerwca 2009 na polu golfowym Bulle Rock Golf Course w Havre de Grace, Maryland, USA.
Zawodniczki walczyły o nagrody z puli 2,0 mln USD, z czego 300.000 przeznaczone było dla zwyciężczyni. W 2009 tytuł zdobyła Anna Nordqvist ze Szwecji.
Rok 2009 był ostatnim, w którym sponsorem tytularnym była firma McDonald's a sam turniej był rozgrywany na polu Bulle Rock GC.

## Karta pola
| Dołek   | Dołek | 1   | 2   | 3   | 4   | 5   | 6   | 7   | 8   | 9   | Out  | 10  | 11  | 12  | 13  | 14  | 15  | 16  | 17  | 18  | In   | Suma |
| ------- | ----- | --- | --- | --- | --- | --- | --- | --- | --- | --- | ---- | --- | --- | --- | --- | --- | --- | --- | --- | --- | ---- | ---- |
| Par     | Par   | 4   | 5   | 3   | 4   | 4   | 4   | 3   | 5   | 4   | 36   | 4   | 5   | 3   | 4   | 4   | 5   | 4   | 3   | 4   | 36   | 72   |
| Długość | yd    | 358 | 555 | 160 | 380 | 389 | 387 | 170 | 481 | 413 | 3293 | 373 | 596 | 176 | 415 | 372 | 493 | 330 | 171 | 422 | 3348 | 6641 |
| Długość | m     | 327 | 507 | 146 | 347 | 356 | 354 | 155 | 440 | 378 | 3011 | 341 | 545 | 161 | 379 | 340 | 451 | 302 | 156 | 386 | 3061 | 6073 |

## Uczestniczki
Do turnieju przystąpiły 152 zawodniczki, wśród których sześć zakwalifikowało się dzięki wygranej w turnieju głównym T&CP (Teaching and Club Professionals) i jego regionalnych odsłonach. Jeszcze przed startem z mistrzostw wycofała się Louise Stahle ze Szwecji.

## Przebieg

### Dzień 1.

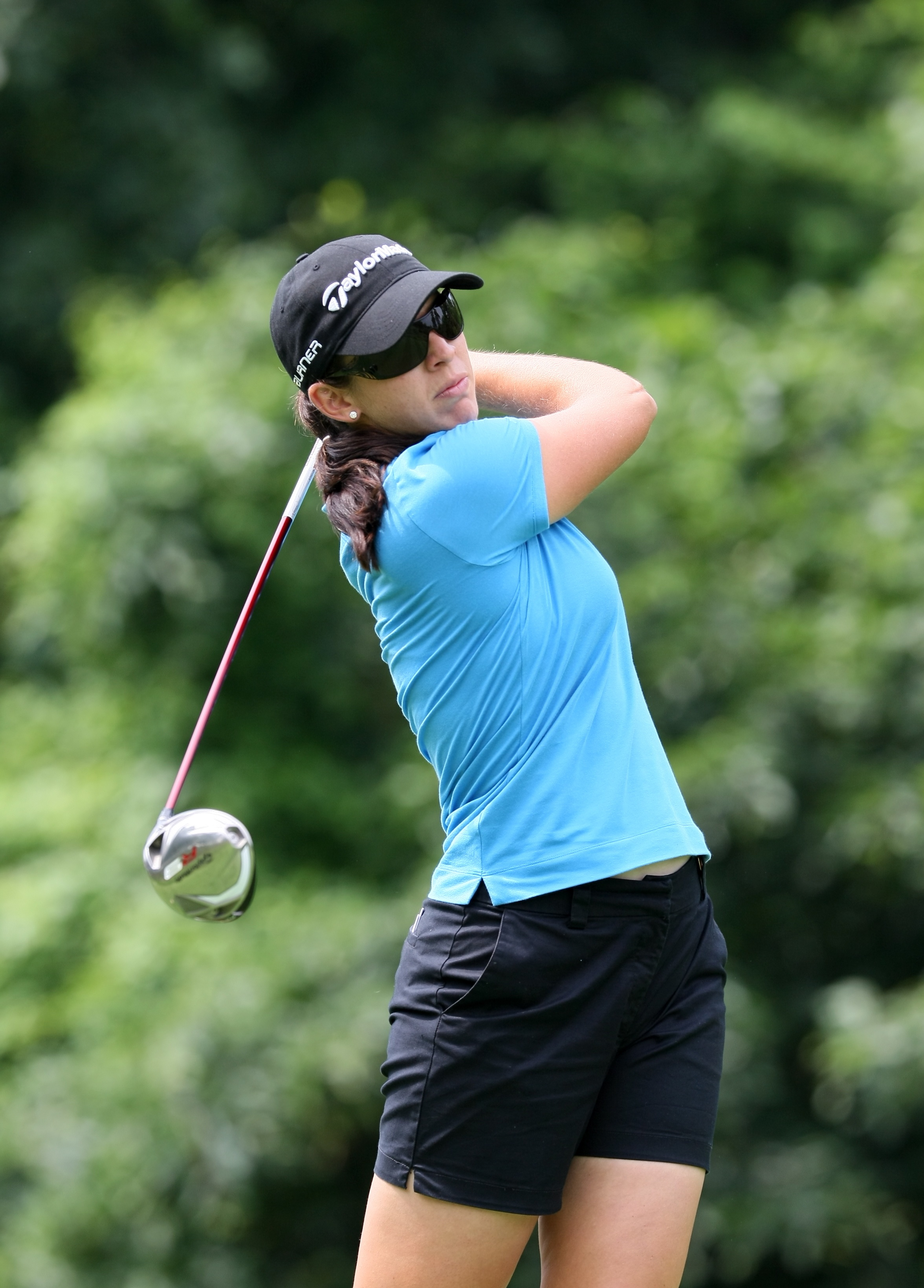
Nicole Castrale

Poprzedzająca mistrzostwa deszczowa pogoda wymusiła na organizatorach podjęcie na czas trwania pierwszej rundy decyzji o dopuszczeniu reguły lift, clean and place, czyli możliwości podniesienia przez graczy piłki z obszarów krótko wystrzyżonej trawy i wyczyszczenia jej.
Pierwszą zawodniczką, która objęła prowadzenie po zakończeniu swojej gry była debiutantka ze Szwecji Anna Nordqvist. Startując w pierwszej grupie zakończyła grę z wynikiem 66 uderzeń, ustanawiając w ten sposób nowy rekord w swej krótkiej karierze startów na LPGA Tour.
Zaszczyt prowadzenia po pierwszej rundzie przypadł jednak Amerykance Nicole Castrale. Jej wynik 65 uderzeń dał jej jednopunktowe prowadzenie nad resztą stawki. Castrale zagrała pierwszą dziewiątkę w 30 uderzeniach, co jest nowym rekordem w historii rozgrywania LPGA Championship na polu Bulle Rock.
Na 18. dołku grze zarówno Castrale jak i Nordqvist towarzyszyły dodatkowe emocje. Pierwsza z nich zrobiła jedynego tego dnia bogeya po tym jak jej approach na green wylądował w gęstym roughie na lewo od greenu – stamtąd potrzebowała chipa i dwóch puttów żeby skończyć dołek. Z kolei Nordqvist swoje drugie uderzenie zakończyła w przeszkodzie wodnej po prawej stronie greenu. Jednak uśmiechnęło się do niej szczęście i jej pitch grany z 37 metrów wpadł do dołka ratując jej para.
Na trzecim miejscu z dwoma uderzeniami straty do liderki skończyła jedyna Chinka w stawce – Feng Shanshan.
Broniąca tytułu Yani Tseng zagrała 73 uderzenia, co dało jej 52. miejsce ex aequo. O jedno uderzenie lepiej wypadła liderka światowego rankingu Lorena Ochoa. Z kolei zajmująca w bieżącym sezonie pierwsze miejsce na liście zarobków LPGA Cristie Kerr musiała się zadowolić wynikiem 76 uderzeń.
Po pierwszej rundzie wycofała się Angela Park (83 uderzenia).
Średnia wyniku zagranego w czwartek to 73,58 uderzenia. Najłatwiejszym dołkiem był 8., najkrótszy par 5 na polu, ze średnią 4,69 uderzenia; najwięcej problemów natomiast sprawił piąty dołek par 4, grany średnio o 0,44 uderzenia powyżej normy.
| Miejsce | Zawodniczka     | Rundy | Wynik |
| ------- | --------------- | ----- | ----- |
| 1       | Nicole Castrale | 65    | -7    |
| 2       | Anna Nordqvist  | 66    | -6    |
| 3       | Feng Shanshan   | 67    | -5    |
| 4=      | Paige Mackenzie | 68    | -4    |
| 4=      | Ashleigh Simon  | 68    | -4    |
| 4=      | Amy Young       | 68    | -4    |
| 4=      | Choi Na-yeon    | 68    | -4    |
| 4=      | Stacy Lewis     | 68    | -4    |
| 4=      | Moira Dunn      | 68    | -4    |
| 4=      | Aree Song       | 68    | -4    |

| Dołek   | 1    | 2    | 3    | 4    | 5    | 6    | 7    | 8    | 9    | 10   | 11   | 12   | 13   | 14   | 15   | 16   | 17   | 18   | Suma  |
| ------- | ---- | ---- | ---- | ---- | ---- | ---- | ---- | ---- | ---- | ---- | ---- | ---- | ---- | ---- | ---- | ---- | ---- | ---- | ----- |
| Par     | 4    | 5    | 3    | 4    | 4    | 4    | 3    | 5    | 4    | 4    | 5    | 3    | 4    | 4    | 5    | 4    | 3    | 4    | 72    |
| Średnia | 3,84 | 5,11 | 2,99 | 4,17 | 4,44 | 4,25 | 2,93 | 4,69 | 4,30 | 4,04 | 5,07 | 3,12 | 4,35 | 4,04 | 4,88 | 4,05 | 3,08 | 4,23 | 73,58 |

### Dzień 2.

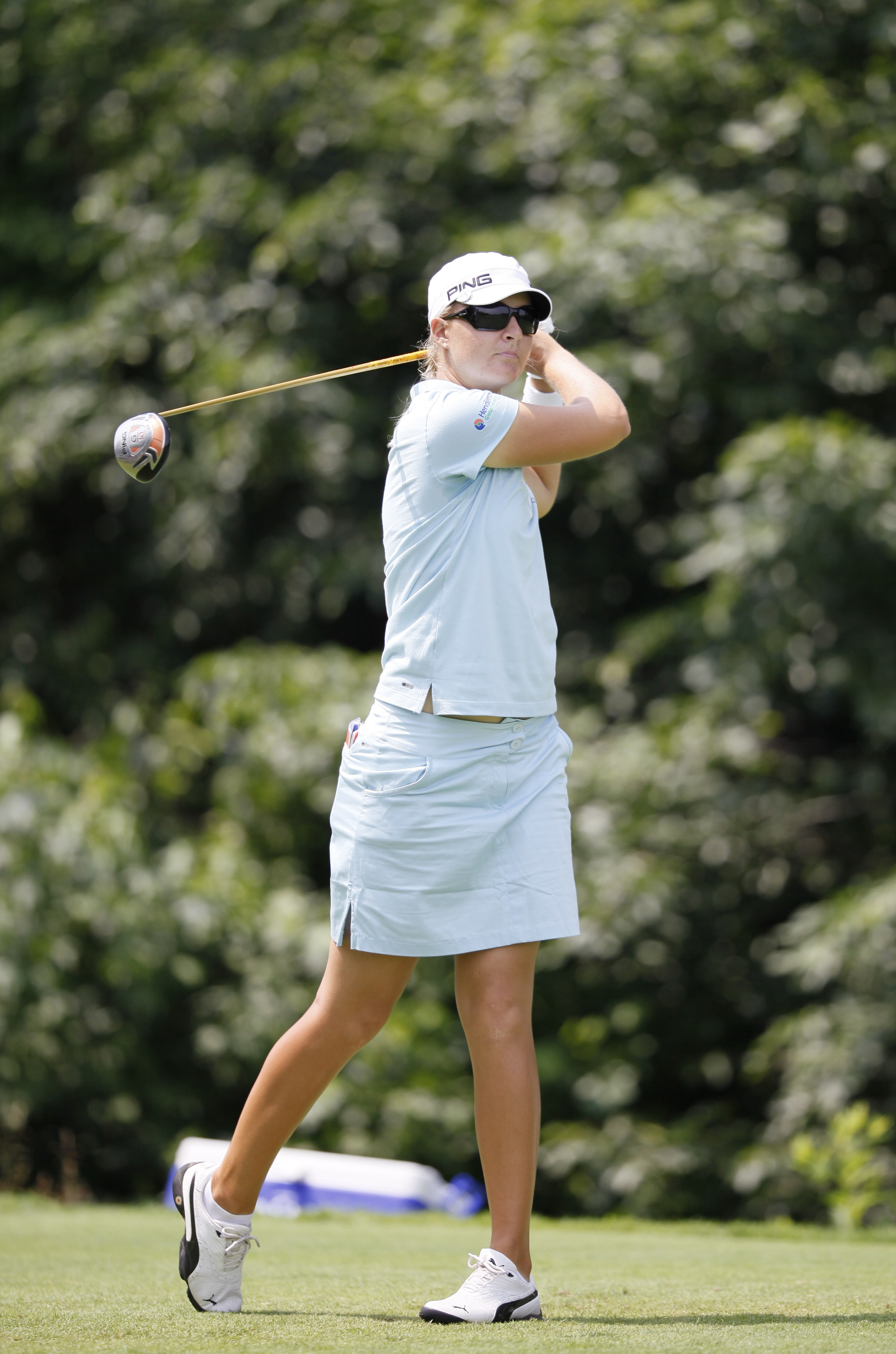
Anna Nordqvist

Drugiego dnia zniesiono regułę lift, clean and place.
Cut został ustawiony na poziomie +3 i przeszło go 78 zawodniczek. Wśród tych, które odpadły po dwóch rundach znalazły się m.in. Morgan Pressel, Brittany Lincicome (aktualna mistrzyni Kraft Nabisco Championship), Christina Kim, Pat Hurst, czy też zajmująca po pierwszej rundzie trzecie miejsce Feng Shanshan. Z dalszej gry zrezygnowały Laura Davies i Sophie Giquel.
Wśród zawodniczek, które miały szczególne powody do zadowolenia z powodu przejścia cuta były Cristie Kerr i Juli Inkster. Pierwsza z nich dzięki rundzie 70 uderzeń przedłużyła swoją serię kolejnych cutów zrobionych w turniejach wielkoszlemowych do 30 z rzędu.
Z kolei Inkster w tym roku zrobiła 24. cut na 25 swoich startów w LPGA Championship – do wyrównania rekordu Pat Bradley i Beth Daniel brakuje jej jeszcze jednego.
Cuta przeszła również Yani Tseng, która po rundzie 71 z wynikiem even zajmuje 32. miejsce ex aequo.
Nową liderką po dwóch dniach została Anna Nordqvist. Młoda Szwedka po pierwszych 8 dołkach poprawiła swój wynik o 3 uderzenia. Do końca zagrała jednak jeszcze dwa bogeye i jedno birdie ostatecznie kończąc rundę w 70 uderzeniach. Na drugim miejscu z jednym punktem straty znalazła się wczorajsza liderka Nicole Castrale. Dla niej piątkowa gra zaczęła się od kłopotów, bowiem po pięciu dołkach straciła trzy uderzenia. Potem jednak potrafiła odnaleźć swoją grę i zagrała trzy birdie co dało jej rundę na par.
Trzecie miejsce z wynikiem -6 okupują dwie Australijki: Lindsey Wright i Katherine Hull. Pierwsza z nich podobnie jak Jiyai Shin zagrała w piątek najlepszą rundę: 68 uderzeń.
Drugiego dnia statystycznie wyniki były słabsze niż w czwartek – średnia uderzeń na rundę była o ponad pół uderzenia słabsza i tylko sześć dołków miało śrenią poniżej para. Najłatwiejszym dołkiem był znowu par 5, tym razem dołek 15. Najgorzej golfistki radziły sobie z dołkiem nr 13 (par 4) granym średnio 0,45 uderzenia powyżej para.
| Miejsce | Zawodniczka     | Rundy     | Wynik |
| ------- | --------------- | --------- | ----- |
| 1       | Anna Nordqvist  | 66-70=136 | -8    |
| 2       | Nicole Castrale | 65-72=137 | -7    |
| 3=      | Lindsey Wright  | 70-68=138 | -6    |
| 3=      | Katherine Hull  | 69-69=138 | -6    |
| 5=      | Han Hee-won     | 70-69=139 | -5    |
| 5=      | Choi Na-yeon    | 68-71=139 | -5    |
| 5=      | Bae Kyeong      | 70-69=139 | -5    |

| Dołek   | 1    | 2    | 3    | 4    | 5    | 6    | 7    | 8    | 9    | 10   | 11   | 12   | 13   | 14   | 15   | 16   | 17   | 18   | Suma  |
| ------- | ---- | ---- | ---- | ---- | ---- | ---- | ---- | ---- | ---- | ---- | ---- | ---- | ---- | ---- | ---- | ---- | ---- | ---- | ----- |
| Par     | 4    | 5    | 3    | 4    | 4    | 4    | 3    | 5    | 4    | 4    | 5    | 3    | 4    | 4    | 5    | 4    | 3    | 4    | 72    |
| Średnia | 3,89 | 5,34 | 3,05 | 4,20 | 4,29 | 4,12 | 3,10 | 4,98 | 4,33 | 3,92 | 4,94 | 3,22 | 4,45 | 4,07 | 4,75 | 3,97 | 3,26 | 4,23 | 74,11 |

### Dzień 3.
Trzeciego dnia najwięcej uwagi, poza samymi zawodniczkami, skupiła na sobie pogoda. Zagrożenie wyładowaniami atmosferycznymi wraz z opadami deszczu spowodowały, że po południu gra została zawieszona na prawie dwie i pół godziny.
W momencie przerwania gry na polu znajdowało się jeszcze ponad 20 zawodniczek.
Liderką w tym momencie z wynikiem -10 była Nordqvist, a dwa uderzenia za nią na drugim miejscu znajdowała się Lindsey Wright z Australii. Po przerwie grę kontynuowano aż do zmierzchu przez 70 minut.
Wright objęła samodzielne prowadzenie po tym jak zrobiła birdie na 10. i 11. dołku a Nordqvist zagrała bogeya na 11. Stan ten trwał tylko przez jeden dołek ponieważ już na 12. Wright straciła jedno uderzenie. Remis na szczycie tabeli utrzymał się aż do 15. dołka – ostatniego który liderki zdążyły skończyć przed zmierzchem – Nordqvist zagrała na nim birdie trafiając putta z fringe'a.
Dokończenie trzeciej rundy dla ośmiu golfistek, które nie skończyły 18 dołków przełożono na niedzielny ranek. Zarówno Nordqvist jak i Wright do zagrania pozostały trzy dołki. Z tych dwóch zawodniczek Nordqvist lepiej wykorzystała wczesną porę i dzięki birdie na 17. dołku powiększyła przewagę nad Wright do dwóch uderzeń.
Wiceliderka po dwóch rundach Nicole Castrale straciła swoją pozycję i po rundzie +2 spadła na 7. miejsce ex aequo, sześć uderzeń za Nordqvist. Problemy miała również Katherine Hull, która grając 76 uderzeń spadła z trzeciego miejsca na 18.
Najlepiej trzeciego dnia zagrała Amerykanka Irene Cho. Sześć birdie, jeden eagle oraz bogey na ostatnim dołku dały jej wynik 65 uderzeń i 11. miejsce ex aequo. W sobotę zanotowano również jedno hole in one – dokonała tego Michelle Wie uderzając ósemką żelazo do odległego o 138 metrów dołka nr 7.
Po trzech rundach wycofała się z turnieju Suzann Pettersen, która już od turnieju State Farm Classic zmagała się z grypą.
Średni wynik zagrany w sobotę to 72,18 uderzenia. Najlepszą okazją do obniżenia wyniku był dołek nr 8 par 5 grany średnio w 4,53 uderzeniach. Po przeciwnej stronie znalazł się 18. dołek, który zawodniczki kończyły ze średnim wynikiem 4,44 uderzenia.
| Miejsce | Zawodniczka      | Rundy        | Wynik |
| ------- | ---------------- | ------------ | ----- |
| 1       | Anna Nordqvist   | 66-70-69=205 | -11   |
| 2       | Lindsey Wright   | 70-68-69=207 | -9    |
| 3=      | Pak Jin-young    | 69-71-69=209 | -7    |
| 3=      | Choi Na-yeon     | 68-71-70=209 | -7    |
| 5=      | Jiyai Shin       | 73-68-69=210 | -6    |
| 5=      | Kristy McPherson | 70-70-70=210 | -6    |

| Dołek   | 1    | 2    | 3    | 4    | 5    | 6    | 7    | 8    | 9    | 10   | 11   | 12   | 13   | 14   | 15   | 16   | 17   | 18   | Suma  |
| ------- | ---- | ---- | ---- | ---- | ---- | ---- | ---- | ---- | ---- | ---- | ---- | ---- | ---- | ---- | ---- | ---- | ---- | ---- | ----- |
| Par     | 4    | 5    | 3    | 4    | 4    | 4    | 3    | 5    | 4    | 4    | 5    | 3    | 4    | 4    | 5    | 4    | 3    | 4    | 72    |
| Średnia | 4,08 | 5,17 | 2,73 | 3,92 | 4,19 | 4,17 | 2,85 | 4,53 | 4,12 | 3,91 | 5,05 | 3,03 | 4,15 | 4,10 | 4,95 | 3,90 | 2,91 | 4,44 | 72,18 |

### Dzień 4. (finał)

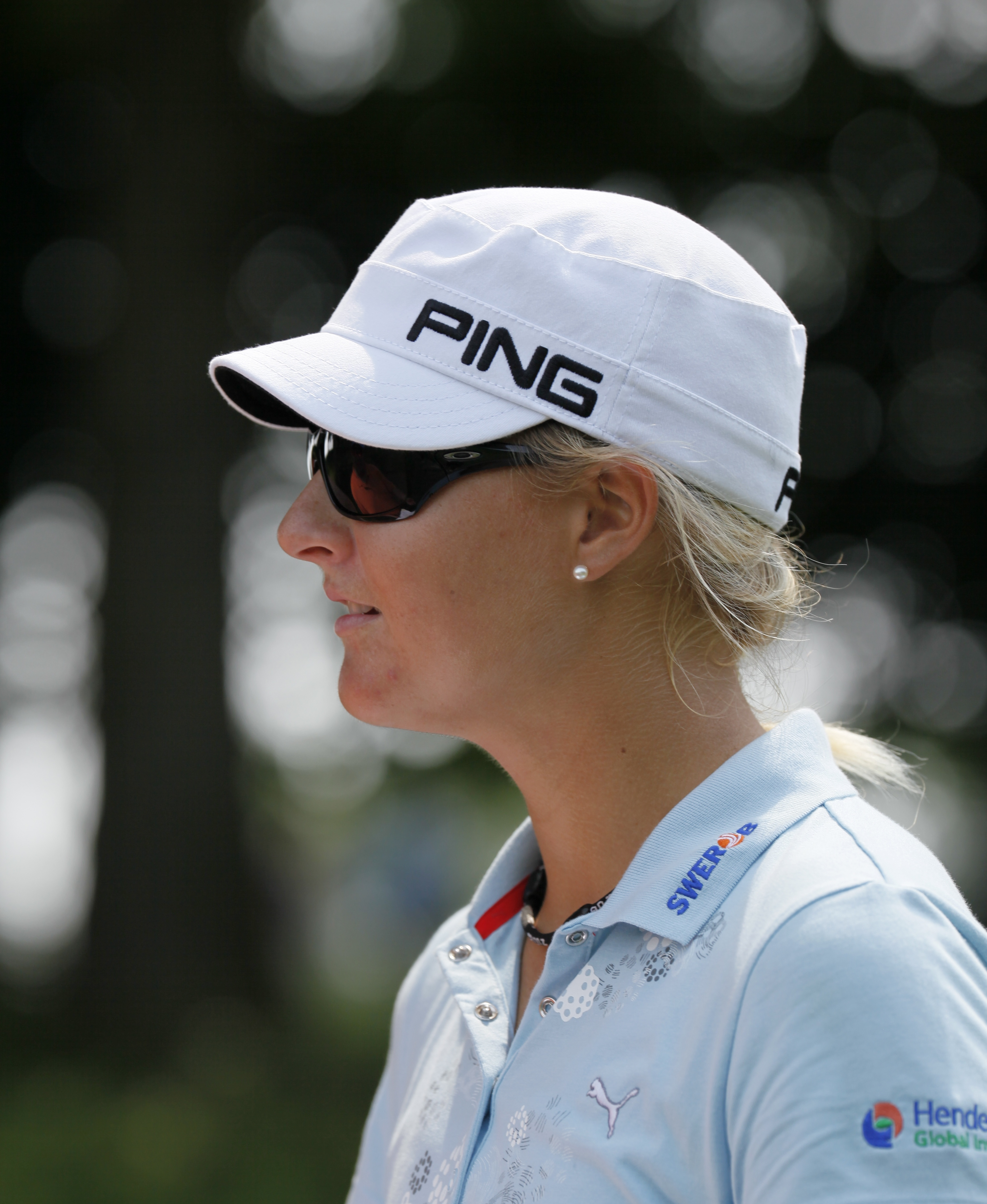
Anna Nordqvist

Nordqvist – liderka po trzech rundach – ostatnią rozpoczęła od birdie zwiększąjąc swoją przewagę do trzech uderzeń. Na szóstym dołku zrobiła kolejne, a po tym jak jej najbliższa rywalka Lindsey Wright zrobiła bogeya na siódmym przewaga Nordqvist wzrosła do pięciu uderzeń. Od tego momentu Wright zaczęła odrabiać straty robiąc birdie na dołkach 8., 9. oraz 12. Na 13. Nordqvist po raz pierwszy w turnieju zrobiła 3-putta i musiała zapisać na karcie bogeya a jej przewaga stopniała do 1 uderzenia.
Jednak już na dwóch kolejnych dołkach zrobiła birdie. Wright odpowiedziała birdie na 16. ale na 17. popełniła błąd i zrobiła bogeya. W efekcie przed 18. dołkiem obie zawodniczki dzieliły trzy uderzenia. Na ostatnim dołku Nordqvist drugim uderzeniem umieściła piłkę 1 metr od dołka po czym trafiła putta na birdie wygrywając cały turniej czterema uderzeniami.
Wygrana Nordqvist była jej pierwszym zawodowym tytułem, co więcej zdobytym w dopiero piątym starcie na LPGA Tour.
Skuteczność gry Nordqvist potwierdzają jej statystyki – w całym turnieju zagrała 101 puttów, 12 mniej od Wright, a z 56 fairway'ów nie trafiła tylko trzech, z czego w dwóch ostatnich rundach nie chybiła żadnego.
Najniższą rundę ostatniego dnia zagrała Brandie Burton (67 uderzeń) co pozwoliło jej zakończyć turniej na 13. miejscu. 
| Miejsce | Zawodniczka      | Rundy           | Wynik |
| ------- | ---------------- | --------------- | ----- |
| 1       | Anna Nordqvist   | 66-70-69-68=273 | -15   |
| 2       | Lindsey Wright   | 70-68-69-70=277 | -11   |
| 3       | Jiyai Shin       | 73-68-69-68=278 | -10   |
| 4       | Bae Kyeong       | 70-69-72-68=279 | -9    |
| 5=      | Nicole Castrale  | 65-72-74-69=280 | -8    |
| 5=      | Angela Stanford  | 70-71-70-69=280 | -8    |
| 5=      | Kristy McPherson | 70-70-70-70=280 | -8    |

| Dołek   | 1    | 2    | 3    | 4    | 5    | 6    | 7    | 8    | 9    | 10   | 11   | 12   | 13   | 14   | 15   | 16   | 17   | 18   | Suma  |
| ------- | ---- | ---- | ---- | ---- | ---- | ---- | ---- | ---- | ---- | ---- | ---- | ---- | ---- | ---- | ---- | ---- | ---- | ---- | ----- |
| Par     | 4    | 5    | 3    | 4    | 4    | 4    | 3    | 5    | 4    | 4    | 5    | 3    | 4    | 4    | 5    | 4    | 3    | 4    | 72    |
| Średnia | 3,58 | 5,23 | 3,06 | 3,94 | 4,39 | 4,06 | 3,06 | 4,78 | 4,30 | 3,78 | 4,81 | 3,16 | 4,34 | 4,03 | 4,86 | 3,97 | 3,12 | 4,32 | 72,79 |